# 마거릿 애트우드
마거릿 애트우드(영어: Margaret Atwood, CC, OOnt, CH, 1939년 11월 18일 ~ )는 캐나다의 작가이다. 그녀는 다작하는 시인, 소설가, 평론가이며 여성주의자이자 정치적 활동가로 국내외로 알려져 있다. 1961년에 영문학을 전공으로 토론토 대학교 빅토리아 칼리지를 졸업했다. 다음해 그녀는 래드클리프 칼리지(현 하버드 대학교)에서 석사 과정을 마쳤다. 대표작으로 맨부커상을 수상한 《시녀 이야기》가 있다.
2008년 아스투리아스 공 문학상, 2017년 프란츠 카프카 문학상을 받았다.

## 작품
마거릿 애트우드는 사변소설과 남부 온타리오 고딕(Southern Ontario Gothic)을 포함한 다양한 장르의 소설을 써왔다. 그녀는 보통 여성주의자 작가로 인식되는데, 그것은 젠더 이슈가 그녀의 작품 세계에서 두드러지게 드러나기 때문이다. 애트우드의 작품은 캐나다인의 정체성, 미국이나 유럽과 캐나다의 관계, 인권문제, 환경문제, 캐나다의 자연, 여성성에 대한 사회적 미신, 예술에서의 여성의 육체 묘사, 여성의 사회적, 경제적 착취, 여성간의 관계, 여성과 남성간의 관계에 초점을 맞추었다. 그녀는 또한 소설 《인간 종말 리포트》과 최근의 에세이에서 통제되지 않은 생물기술에 대한 깊은 관심과 우려를 표현하였다.
평론가로서 애트우드는 기념비적인 작품인 《Survival: A Thematic Guide to Canadian Literature》(1972)의 저자로 잘 알려져 있는데, 이 작품은 1970년대에 캐나다 문학에 대한 관심을 촉발시키기도 하였다. 그녀는 또한 몇몇 텔레비전 대본을 집필하기도 하였다.
그녀의 작품 《시녀 이야기》는 1987년 아서 C. 클라크상을 수상했고 2000년 《눈먼 암살자》로 맨부커상을 수상했다.
마거릿 애트우드는 그외에 많은 소설, 시, 동화, 그리고 논픽션 작품을 발표했다.

## 저작

### 장편소설
| 연도 | 제목                 | 원제                  | 비고 |
| ---- | -------------------- | --------------------- | ---- |
| 1969 | 먹을 수 있는 여자    | The Edible Woman      |      |
| 1972 | 떠오름               | Surfacing             |      |
| 1976 | 신탁 여인            | Lady Oracle           |      |
| 1979 |                      | Life Before Man       |      |
| 1981 |                      | Bodily Harm           |      |
| 1985 | 시녀 이야기          | The Handmaid's Tale   |      |
| 1988 | 고양이 눈            | Cat's Eye             |      |
| 1993 | 도둑 신부            | The Robber Bride      |      |
| 1996 | 그레이스             | Alias Grace           |      |
| 2000 | 눈먼 암살자          | The Blind Assassin    |      |
| 2003 | 오릭스와 크레이크    | Oryx and Crake        |      |
| 2005 | 페넬로피아드         | The Penelopiad        |      |
| 2009 | 홍수의 해            | The Year of the Flood |      |
| 2013 | 미친 아담            | MaddAddam             |      |
| 2015 | 심장은 마지막 순간에 | The Heart Goes Last   |      |
| 2016 | 마녀의 씨            | Hag-Seed              |      |
| 2019 | 증언들               | The Testaments        |      |

### 시집
- 서클 게임(The Circle Game, 1964)

### 비문학
- 돈을 다시 생각한다(Payback: Debt and the Shadow Side of Wealth, 2008)

## 서훈
- 1973년 캐나다 훈장 오피서(OC)[3]
- 1981년 캐나다 훈장 컴패니언(CC)[4]
- 1990년 온타리오 훈장(OOnt)[5]
- 2019년 컴패니언 오브 아너(CH; Order of the Companions of Honour)[6]